# Ро Козерога
Ро Козерога (ρ Cap, ρ Capricorni)  — двойная звезда в созвездии Козерога. Расположена приблизительно в 98,7 световых годах от Солнца. Иногда данную звезду называют Bos, что в переводе с латинского языка означает корова.
Главный компонент, ρ Козерога A является жёлто-белым субгигантом спектрального класса F, видимая звёздная величина равна +4,77. Масса данной звезды превышает солнечную в 1,5 раза, радиус в 1,3 раза превышает солнечный. Звезда испускает в 3,3 раза больше излучения, чем Солнце, эффективная температура составляет 6 840 K. Звезда-компаньон, ρ Козерога B является звездой восьмой звёздной величины, расположенной в 1,013 угловых секунд от главной звезды, что соответствует расстоянию в 30 а.е.

## Китайское название
В китайском языке название 牛宿 (Niú Su, Бык) относится к астеризму, состоящему из звёзд π Козерога, β Козерога, α2 Козерога, ξ2 Козерога, ο Козерога и  ρ Козерога. Ро Козерога имеет название 牛宿六 (Niú Su liù, Шестая звезда Быка).